# Benidorm Bastards
Benidorm Bastards is een komisch tv-programma dat oorspronkelijk werd uitgezonden op de Vlaamse zender 2BE, maar inmiddels in verschillende andere landen een eigen versie heeft gekregen. Het programma heeft eenzelfde concept als het verborgen-cameraprogramma Tragger Hippy, dat eerder al op 2BE te zien was, met het verschil dat de cast van Benidorm Bastards gevormd wordt door bejaarde amateuracteurs. Zij trekken de straat op met de missie om jongeren het leven zuur te maken.
In september 2010 won het programma in Luzern de Gouden Roos in de categorie Humor. Op dinsdag 22 november 2011 won Benidorm Bastards de International Emmy Award voor Best Comedy. Het was de eerste keer dat een Belgisch tv-programma die prijs kreeg.
Voor het tweede seizoen in Vlaanderen (dat begon op 7 oktober 2010) verhuisde het programma naar VTM. Tegelijkertijd startte RTL 4 met een Nederlandse versie.

## Vlaanderen
Het eerste seizoen in Vlaanderen bestond uit 9 afleveringen uitgezonden op 2BE. Hierna maakte het programma de overstap naar VTM, waar de afleveringen van het eerste seizoen zijn herhaald. Hieraan werd een compilatieaflevering The Best of Benidorm Bastards toegevoegd, met het beste uit de afleveringen van seizoen 1.
Seizoen 2 bestond uit 10 afleveringen uitgezonden op VTM, die vervolgens werden herhaald op 2BE. De eerste 7 hiervan waren nieuwe Vlaamse afleveringen, de laatste 3 bestonden uit een compilatie van de beste sketches van het tweede seizoen afgewisseld met de grappigste sketches uit de buitenlandse versies van Benidorm Bastards (Nederland, Duitsland, Zweden en Zuid-Korea).

### Personages
- De biljarter (Emiel Ravijts, 1947-2021)
- De rolstoel (Gaston Rombauts, 1930-2011[2])
- De nonnen (Lea Witvrouwen, 1950 & Hilda Vleugels, 1944)
- Aan huis (Marcel van Brussel, 1929-2023)
- De hangoudjes (Irene Vervliet, 1928-2016[3])
- De burgerwacht (Emiel Ravijts, 1947-2021 & Johan Grootaert, 1946-2023)

## Nederland
Het eerste seizoen in Nederland bestond uit acht afleveringen uitgezonden op RTL 4, plus een compilatieaflevering met het beste uit de afleveringen van seizoen 1.

### Personages
- Jeanet (De bankhanger)
- Henk (De herrieschopper)
- Toes (De skater)
- Kees (De kok)
- Lia (De beller)
- Toon (De advocaat)
- Ada (De ondeugende vrouw)
- Bep (De vrouw in de scootmobiel)
- Ruud (De biljarter)

## Verenigde Staten
In de Verenigde Staten werd een pilotaflevering van Benidorm Bastards op 17 januari 2012 onder de naam Betty White's Off Their Rockers op de Amerikaanse zender NBC uitgezonden. Het concept is daar ietwat anders, want de sketches worden aan elkaar gepraat door comédienne Betty White die zelf 93 jaar oud is. Deze pilot-aflevering haalde 12,2 miljoen kijkers; het beste resultaat sinds de pilot-aflevering van The Event op NBC in 2010. Die 12 miljoen kijkers is indrukwekkend omdat tegelijk op FOX de première van Alcatraz en op ABC het populaire The Bachelor werden uitgezonden. De tweede aflevering, die in première ging op 4 april 2012, behaalde 7,4 miljoen kijkers.

## Kritiek
De burgemeester van de Spaanse badstad Benidorm heeft kritiek geuit op de titel van het programma. Hij vreest dat deze een negatieve invloed zal hebben op het imago van de stad bij toeristen en eist daarom dat Benidorm wordt geschrapt uit de titel.
Het Amerikaanse tijdschrift Variety vond Off Their Rockers een banaal programma dat vooral over seksgrappen en gemotoriseerde rollators ging. De LA Times vond de grappen dan weer te gemakkelijk.